# 성공의 달콤한 향기
《성공의 달콤한 향기》(영어: Sweet Smell of Success)는 미국에서 제작된 알렉산더 매켄드릭 감독의 1957년 누아르 풍자 드라마 영화이다. 버트 랭커스터 등이 출연하였고 제임스 힐 등이 제작에 참여하였다.

## 출연진
- 버트 랭커스터
- 토니 커티스
- 수전 해리슨
- 마틴 밀너
- 샘 러빈
- 바버라 니컬스
- 제프 도널
- 조 프리스코
- 에밀 마이어
- 이디스 애트워터
- 데이비드 화이트
- 윌리엄 포러스트
- 제이 애들러
- 퀴니 스미스
- 치코 해밀턴

## 기타 제작진
- 의상: 메리 그랜트